# Malcolm Mooney
Pour les articles homonymes, voir Mooney.
Malcolm Mooney est un chanteur, poète et sculpteur afro-américain. Il reste connu pour avoir été le premier chanteur du groupe de Krautrock Can.

## Biographie
Malcolm Mooney commence à chanter au lycée, lorsqu'il devient membre d'un groupe de chant à cappella, Six Fifths. Il gagne une certaine renommée en tant que sculpteur à New York, avant de partir pour l'Allemagne, où il se lie d'amitié avec Irmin Schmidt et Holger Czukay, deux musiciens allemands, en pleine construction de leur groupe, Can. Mooney rejoint le groupe en tant que chanteur principal, apportant sa voix si spéciale au groupe, se rapprochant de celle de James Brown.
Il enregistre deux albums avec le groupe, puis retourne aux États-Unis, sur les conseils de son psychiatre, ce dernier prétendant que la musique de Can était dangereuse pour sa santé mentale. Il retrouve Can en 1986, lors de la réunion du groupe, et enregistre l'album Rite Time. Il a également travaillé avec le groupe Tenth Planet en 1998 et avec Andy Votel. Il se consacre désormais à l'art visuel.

## Discographie
Avec Can:
- Monster Movie (1969)
- Soundtracks (1970)
- Unlimited Edition (1976)
- Delay 1968 (compilation - 1981)
- Rite Time (1989)

Avec Tenth Planet:
- Malcolm Mooney and the Tenth Planet (1998)

Avec Andy Votel:
- All Ten Fingers (2002)